# Rhacophorus pardalis
Espèce
Synonymes
- Rhacophorus rizali Boettger, 1899
- Rhacophorus pulchellus Werner, 1900
- Rhacophorus pardalis rhyssocephalus Wolf, 1936

Statut de conservation UICN

 LC  : Préoccupation mineure
Rhacophorus pardalis est une espèce d'amphibiens de la famille des Rhacophoridae.

## Répartition
Cette espèce se rencontre, jusqu'à 1 015 m d'altitude dans la péninsule Malaise, aux Philippines, à Bornéo et à Sumatra,.

## Description

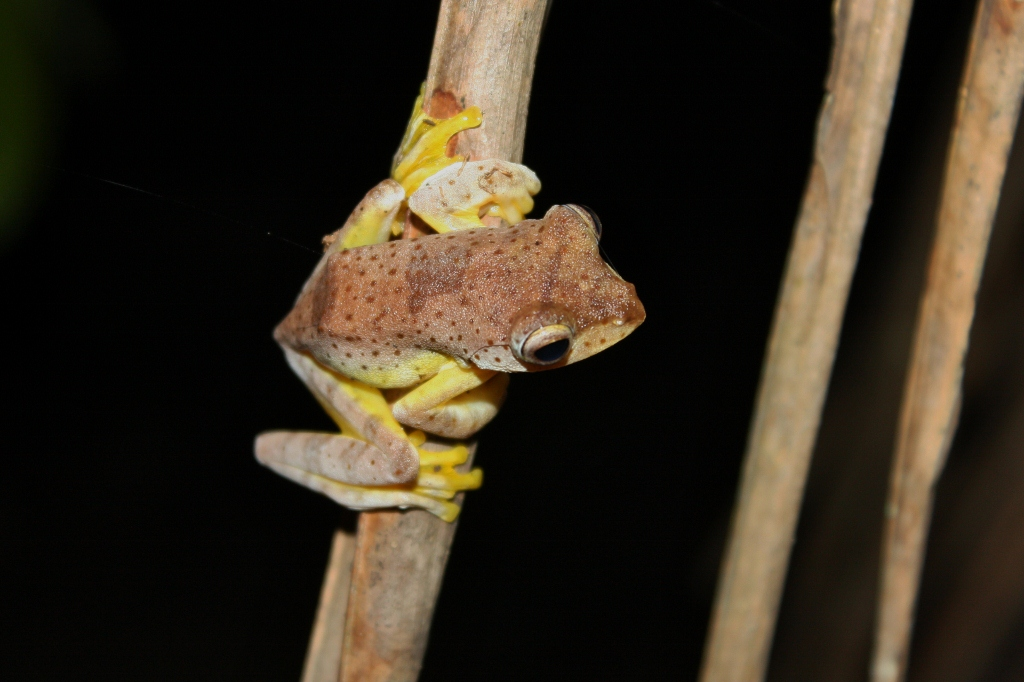

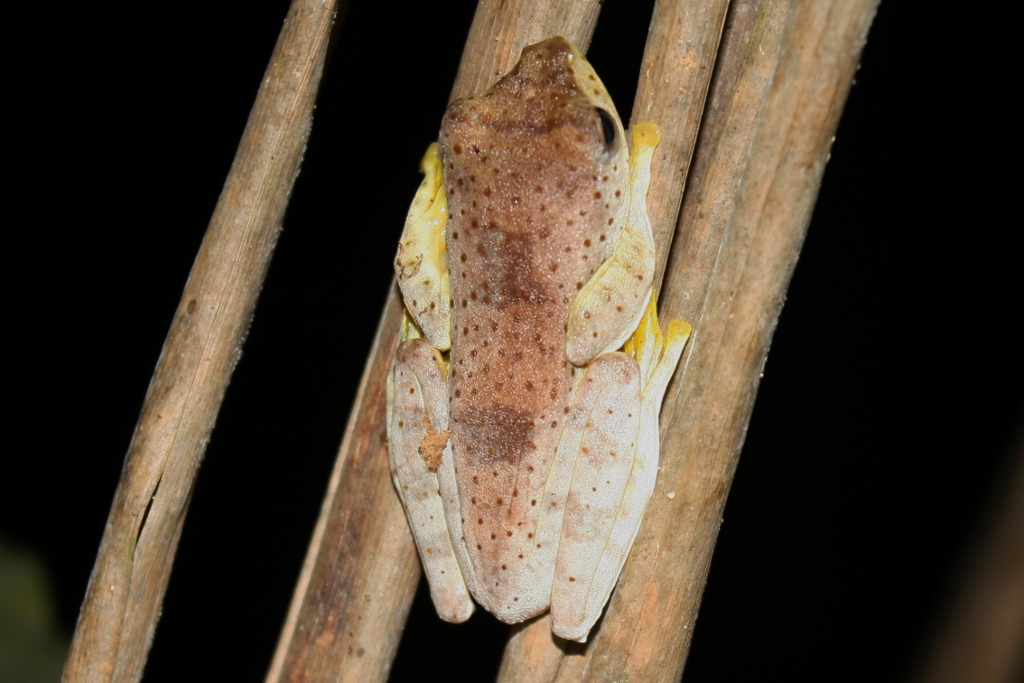

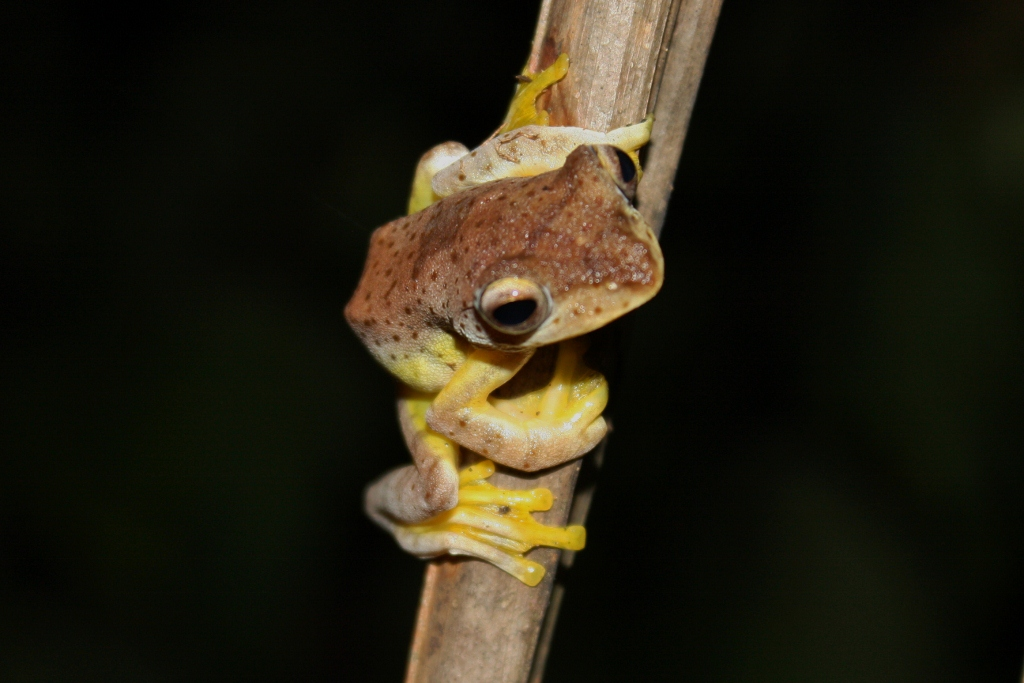

Rhacophorus pardalis mesure de 39 à 55 pour les mâles et de 55 à 71 mm pour les femelles. Son dos est brun clair à brun rougeâtre et présente souvent un « X » sombre. Des taches blanches sont généralement présentes mais certains individus ont des taches jaunes ou bleues. Ses flancs sont jaune tacheté de noir. Son ventre est jaunâtre veiné d'orangé. Ses pattes sont fortement palmées.
Les têtards mesurent jusqu'à 45 mm et sont brun pâle.

## Publications originales
- Günther, 1858 : Catalogue of the Batrachia Salientia in the collection of the British Museum (texte intégral).
- Günther, 1858 : Neue Batrachier in der Sammlung des Britischen Museums. Archiv für Naturgeschichte, vol. 24, no 1, p. 319-328 (texte intégral).
- Werner, 1900 : Reptilien und Batrachier aus Sumatra. Zoologische Jahrbücher. Abteilung für Systematik, Geographie und Biologie der Tiere. Jena, vol. 13, p. 479-508 (texte intégral).
- Wolf,  1936 : Revision der Untergattung Rhacophorus (ausschliesslich der Madagaskar-Formen). Bulletin of the Raffles Museum. Singapore, vol. 12, p. 137-217 (texte intégral).